# Paysage après la bataille (bande dessinée)
Pour les articles homonymes, voir Paysage après la bataille (homonymie).
Paysage après la bataille est une bande dessinée belge écrite par Philippe de Pierpont et dessinée Éric Lambé co-publiée en octobre 2016 par Actes Sud BD et Frémok. Elle reçoit à la surprise générale le Fauve d'or : prix du meilleur album au Festival d'Angoulême 2017,.
Dans un style épuré avec peu de paroles, les auteurs narrent sur 420 pages la reconstruction d'une femme brisée par la perte d'un enfant,,.